# エリーザベト・フランツィスカ・フォン・エスターライヒ
エリーザベト・フランツィスカ・フォン・エスターライヒ（Elisabeth Franziska von Österreich, 1831年1月17日 - 1903年2月14日）は、オーストリア帝室のハンガリー分家（宮中伯家）出身の大公女。一族の他の分家出身の大公との2度の結婚を通じ、2人の王妃の母となった。

## 生涯
オーストリア皇帝フランツ1世の弟の1人で、ハンガリー宮中伯（副王）の任にあったヨーゼフ・アントン大公とその3番目の妻のヴュルテンベルク公女マリア・ドロテアの間の次女として生まれ、ハンガリーの首都ブダで育った。1847年10月4日にシェーンブルン宮殿において、オーストリア＝エステ家のフェルディナント・カール大公（1821年 - 1849年）と結婚した。モデナ公フランチェスコ4世の次男で、又従兄に当たった。1849年に長女を出産した直後、フェルディナント・カールは急死する。
1854年4月18日、伯父カール大公の次男カール・フェルディナント大公（1818年 - 1874年）と再婚する。皇帝フランツ・ヨーゼフ1世の母ゾフィー大公妃の圧力で半ば強要された縁組だった。ゾフィー大公妃は独身の青年皇帝が1歳年下のうら若い寡婦エリーザベトに関心を持っていることに気付いていた。ゾフィーは1853年2月の皇帝暗殺未遂事件の犯人リベーニ・ヤーノシュがハンガリー人だったことや、ハンガリーでの反政府暴動が続発していたことから、ハンガリー人に対して強い嫌悪感を抱いており、ハンガリー育ちのエリーザベトが皇帝の妃になる可能性を摘み取ってしまおうとしたのである。皇帝はエリーザベトの結婚の6日後、ゾフィー大公妃の姪エリーザベト・イン・バイエルンと結婚式を挙げた。
エリーザベトとカール・フェルディナントの夫婦仲は良好で、間に6人の子が生まれ、うち4人が成人した。1874年に2番目の夫にも先立たれると、義兄かつ従兄アルブレヒト大公の熱心な援助を受けながら、まだ未成年の子供たちを女手一つで教育した。息子のいないアルブレヒト大公と親密な関係を築いたことが幸いし、長男のフリードリヒは伯父アルブレヒトの養嗣子に迎えられ、帝室で最も裕福な分家テシェン公爵家の当主を継いだ。
エリーザベトは多くの社会福祉施設の支援者として活動した。また音楽愛好者でもあり、1882年頃にはヨハネス・ブラームスを自邸に招き、彼の率いる弦楽五重奏による演奏会を催している。

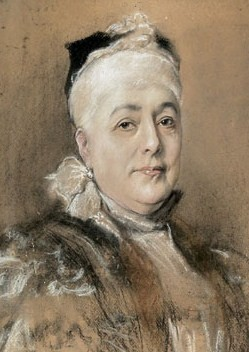
老境のエリーザベト・フランツィスカの肖像

エリーザベトは1903年2月14日、長男フリードリヒの所有するウィーンのアルベルティーナ宮殿で死去した。72歳だった。死因は肺炎の症状悪化によるものと発表された。大公女の遺体は15日、ウィーン大学病理解剖学教授アントン・ヴァイクセルバウムによって防腐処置を施され、17日にカトリック教会の祝別を受けた。17日から18日にかけ、バーデン・バイ・ウィーンの南側道路を通って移送され、18日中にヴァイルブルク城の礼拝堂に安置された。
エリーザベトの家政機関は1903年6月1日をもって解散した。

## 子女

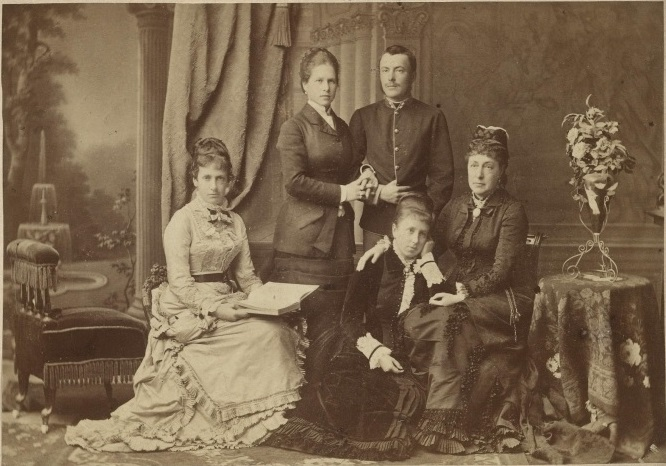
「家母長」としてのエリーザベト・フランツィスカ（前列右）。テシェン公爵家の嗣子となった長男フリードリヒとその妻イザベラ（後列）、長女のバイエルン王妃マリア・テレジア（前列左）、次女のスペイン王妃マリア・クリスティーナ（前列中央）

最初の夫フェルディナント・カールとの間に娘を1人もうけた。
- マリア・テレジア・ヘンリエッタ・ドロテーア（1849年 - 1919年） - バイエルン王ルートヴィヒ3世妃

2番目の夫カール・フェルディナントとの間に6人の子をもうけた。
- フランツ・ヨーゼフ（1855年）
- フリードリヒ・マリア・アルブレヒト・ヴィルヘルム・カール（1856年 - 1936年） - テシェン公、陸軍元帥
- マリア・クリスティーナ・デジレ・ヘンリエッテ・フェリーツィタス・ライネーリア（1858年 - 1925年） - スペイン王アルフォンソ12世妃
- カール・シュテファン・オイゲン・ヴィクトル・フェリックス・マリア（1860年 - 1933年） - 海軍提督
- オイゲン・フェルディナント・ピウス・ベルンハルト・フェリックス・マリア（1863年 - 1954年） - ドイツ騎士団総長
- マリア・エレオノーラ（1864年）